# 若者のすべて (曲)
「若者のすべて」（わかもののすべて）は、日本のバンド・フジファブリックの通算10枚目のシングル。

## 解説
- 作詞者の志村正彦曰く、「夏の終わりの最後の花火大会が終わった後の切なさや虚しさなど、感傷的になり考えてしまう所を歌った曲」。
- 前作から2か月と短いペースでのリリース。アルバム『TEENAGER』の先行シングルとなった。元々志村はシングルとして出す自信作としてこの曲を会議に持って行ったが、メンバーやスタッフの反応が今ひとつだったためシングルとしてはボツになったと思っていた。しかし『TEENAGER』のリリース前に急遽シングルを一枚出す事になり、この曲が選ばれた。そのため、歌詞の内容に合わない11月のリリースとなった。
- 初回盤はジャケットと同絵柄のしおりを封入。
- 曲中にある「花火」は、志村の地元である山梨県の河口湖で上がる花火をイメージしている。
- 志村急逝後の2012年12月22日から24日までの3日間、志村の故郷富士吉田市にて歌詞の通り夕方5時のチャイムとしてこの曲が流れた。
- 志村が生前に出演を希望していた『ミュージックステーション』（テレビ朝日）に志村没後10年の2019年に初出演。志村の歌唱映像を交えた演出で披露された。
- 教育芸術社が刊行する高校音楽の教科書『MOUSA 1』（令和4年度版）に、時代を彩る歌唱教材・2000年代を代表する曲として本楽曲が掲載される[2][3]。
- 2024年7月10日には、「若者のすべて」のドルビーアトモス版が配信でリリースされた。フジファブリックの楽曲がドルビーアトモスでリリースされるのはこれが初となる[4]。
- 2024年11月20日、オリコン週間ストリーミングランキングにて自身初の1億回再生を突破[5]。

## 収録曲
| 全作詞: 志村正彦、全編曲: フジファブリック。 |                  |          |          |      |
| #                                            | タイトル         | 作詞     | 作曲     | 時間 |
| 1.                                           | 「若者のすべて」 | 志村正彦 | 志村正彦 | 4:58 |
| 2.                                           | 「セレナーデ」   | 志村正彦 | 志村正彦 | 4:26 |
| 3.                                           | 「熊の惑星」     | 志村正彦 | 加藤慎一 | 2:57 |

1. 若者のすべて
  - 日本テレビ系『音燃え!』2008年1月度オープニングテーマ
  - テレビ神奈川『saku saku』2008年1月度エンディングテーマ
  - 日本テレビ系『音楽戦士 MUSIC FIGHTER』2008年2月度POWER PLAY
  - フジテレビ系ドラマ『SUMMER NUDE』挿入歌（2013年）
  - LINEモバイル「虹篇」CMソング（2018年）[6]
  - スカパー!「夏フェスキャンペーン」CMソング（2021年）
  - テレビ東京系『有吉ぃぃeeeee!そうだ!今からお前んチでゲームしない?』2022年8月度エンディングテーマ（2022年）
  - Netflix『余命一年の僕が、余命半年の君と出会った話』劇中曲（2024年）
  - マクドナルド  「大人への通り道」篇（2025年）CMソング[7]
2. セレナーデ
3. 熊の惑星
  - 加藤慎一が初めて作曲した楽曲。

## 収録作品
| 発売日         | タイトル                                                    | 規格品番              |
| -------------- | ----------------------------------------------------------- | --------------------- |
| 2008年01月23日 | オリジナルアルバム『TEENAGER』                              | TOCT-26448            |
| 2008年07月16日 | オムニバス『Only One』                                      | TOCT-26601            |
| 2008年12月17日 | DVD『Live at 両国国技館』                                   | TOBF-5600             |
| 2010年06月30日 | ベストアルバム『SINGLES 2004-2009』                         | TOCT-26968 TOCT-26969 |
| 2011年12月21日 | オムニバスアルバム『アイのうた4』                           | UICZ-8094             |
| 2014年04月16日 | DVD『Live at 富士五湖文化センター』                         | TYBT-10018            |
| 2015年04月08日 | DVD/BD『Live at 日本武道館』                                | AIBL-9311 AIXL-56     |
| 2016年02月17日 | DVD/BD『Hello!! BOYS & GIRLS HALL TOUR 2015 at 日比谷野音』 | AIBL-9332 AIXL-63     |

## カバー
若者のすべて
| アーティスト                             | 収録作品 | 規格品番      | 発売日         | 備考 |
| ---------------------------------------- | --- | ------------- | -------------- | --- |
| Bank Band                                | アルバム『沿志奏逢3』                                                                                         | TFCC-86327    | 2010年6月30日  | |
| Bank Band                                | DVD『ap bank fes '10』                                                                                        | TFBQ-18117    | 2011年7月06日  | 野外音楽フェスティバル『ap bank fes '10』で披露されたライブ映像。                                                                                           |
| Bank Band                                | DVD『ap bank fes '11 Fund for Japan』                                                                         | TFBQ-18128    | 2012年2月29日  | 野外音楽フェスティバル『ap bank fes '11 Fund for Japan』で披露されたライブ映像。                                                                            |
| Bank Band                                | ベスト・アルバム『沿志奏逢4』                                                                                 | TFCC-86784/5  | 2021年9月29日  | |
| Fantastic Plastic Machine                | ミックスCD『VERSUS. "JAPANESE ROCK VS FPM"』                                                                  | AVCD-38079    | 2010年8月04日  | DJミックス。 |
| 藤井フミヤ                               | DVD/BD『フジファブリック presents フジフジ富士Q -完全版-』                                                    | AIBL-9216     | 2011年7月20日  | フジファブリック主催のライブイベント『フジフジ富士Q』で披露されたライブ映像。                                                                               |
| 藤井フミヤ                               | DVD/BD『フジファブリック presents フジフジ富士Q -完全版-』                                                    | AIBL-9219     | 2011年7月20日  | フジファブリック主催のライブイベント『フジフジ富士Q』で披露されたライブ映像。                                                                               |
| 藤井フミヤ                               | DVD/BD『フジファブリック presents フジフジ富士Q -完全版-』                                                    | AIXL-11       | 2011年7月20日  | フジファブリック主催のライブイベント『フジフジ富士Q』で披露されたライブ映像。                                                                               |
| ミッツィー申し訳 a.k.a DJ Michelle Sorry | ミックスCD『The 男子音楽厨房〜TOKYO PREMIUM J-POP DJ MIX 〜Mixed byミッツィー申し訳 a.k.a DJ Michelle Sorry』 | TYCN-60083    | 2014年2月19日  | DJミックス。 |
| 槇原敬之                                 | DVD『Listen To The Music The Live 〜うたのお☆も☆て☆な☆し 2014』                                               | BUP-10007     | 2014年9月24日  | 全国ツアー『Listen To The Music The Live 〜うたのお☆も☆て☆な☆し 2014』で披露されたライブ音源。アルバム未収録。                                              |
| 槇原敬之                                 | カバー・ベスト・アルバム『The Best of Listen To The Music』                                                   | UPCY-9913     | 2019年10月23日 | 「若者のすべて 〜Makihara Band Session〜」として、スタジオで改めて録り直された音源。                                                                        |
| 槇原敬之                                 | カバー・ベスト・アルバム『The Best of Listen To The Music』                                                   | UPCY-7614     | 2019年10月23日 | 「若者のすべて 〜Makihara Band Session〜」として、スタジオで改めて録り直された音源。                                                                        |
| 槇原敬之                                 | カバー・ベスト・アルバム『The Best of Listen To The Music』                                                   | UPJY-9087/8   | 2019年10月23日 | 「若者のすべて 〜Makihara Band Session〜」として、スタジオで改めて録り直された音源。                                                                        |
| 槇原敬之                                 | カバー・ベスト・アルバム『The Best of Listen To The Music』                                                   | 2019年12月4日 |                | 「若者のすべて 〜Makihara Band Session〜」として、スタジオで改めて録り直された音源。                                                                        |
| 柴咲コウ                                 | カバー・アルバム『こううたう』                                                                                | VICL-64295    | 2015年6月17日  | |
| 柴咲コウ                                 | カバー・アルバム『こううたう』                                                                                | VIZL-782      | 2015年6月17日  | |
| anderlust                                | シングル「いつかの自分」                                                                                      | SRCL-9166     | 2016年8月24日  | TVアニメ『バッテリー 』の第6話からのエンディングテーマ。通常盤にカップリング曲としてカバー音源を、アニメ限定盤には特典DVDにアニメのエンディング映像を収録。 |
| anderlust                                | シングル「いつかの自分」                                                                                      | SRCL-9168     | 2016年8月24日  | TVアニメ『バッテリー 』の第6話からのエンディングテーマ。通常盤にカップリング曲としてカバー音源を、アニメ限定盤には特典DVDにアニメのエンディング映像を収録。 |
| SymaG                                    | カバー・アルバム『孫ノ手』                                                                                    | WPCL-12699    | 2017年8月2日   | |
| SymaG                                    | カバー・アルバム『孫ノ手』                                                                                    | WPCL-12700    | 2017年8月2日   | |
| アイドルネッサンス                       | アルバム『アイドルネッサンス』                                                                                | TPRC-0206/7   | 2018年5月4日   | Disc-3のBlu-rayに収録。解散ライブ『ヨコハマで感謝するネッサンス!!』で披露されたライブ音源。                                                                 |
| アイドルネッサンス                       | アルバム『アイドルネッサンス』                                                                                | TPRB-0007     | 2018年5月4日   | Disc-3のBlu-rayに収録。解散ライブ『ヨコハマで感謝するネッサンス!!』で披露されたライブ音源。                                                                 |
| 私立恵比寿中学                           | ファンクラブ限定 ライブ・アルバム『エビ中 秋空と松虫と音楽のつどい 題して「ちゅうおん」2018』                 | SEC8-22       | 2018年11月14日 | 2018年9月22日に開催されたワンマンライブ『ちゅうおん2018』で披露されたライブ音源。ファンクラブ限定アルバムだったが、2023年9月22日に配信リリース。            |
| 花澤香菜                                 | アルバム『ココベース』                                                                                        | VVCL-1401/2   | 2019年2月20日  | 初回生産限定盤の特典DVDに収録。佐橋佳幸によるアコースティックギターとのセッションのスタジオライブ映像。収録以前にも2018年のコンサートで披露されていた。     |
| Uru                                      | アルバム『オリオンブルー』                                                                                    | AICL-3842/3   | 2020年3月18日  | 初回生産限定盤（カバー盤）のDISC2に収録。 |
| 川島明（麒麟）                           | アルバム『SLENDERIE ideal』                                                                                   | YRCN-95332    | 2020年10月28日 | 藤井隆のプロデュース・アルバム『SLENDERIE ideal』の参加楽曲。                                                                                               |
| Lefty Hand Cream                         | 配信シングル                                                                                                  | -             | 2021年2月26日  | MV『フジファブリック『若者のすべて』Full cover by Lefty Hand Cream』もYouTubeで同時公開。                                                                   |
| 高木さん（高橋李依）                     | スマートフォンゲーム『からかい上手の高木さん キュンキュンレコーズ』                                           | -             | -              | 2022年9月16日にゲーム内に実装。 |
| 春猿火                                   | アルバム『CREAM PUFF LIVE 2』                                                                                 | KTR-072       | 2022年10月5日  | 2022年8月6日に開催されたストリーミングライブ『シュークリームライブ 2』で披露されたライブ音源。DISC2に収録。                                                 |
| suis from ヨルシカ                       | 配信シングル                                                                                                  | -             | 2024年6月21日  | Netflix映画『余命一年の僕が、余命半年の君と出会った話。』主題歌。                                                                                           |